# RIOT GIRL
是平野綾第一張大碟。于2008年7月16日發售。

## 收錄曲目

### CD
1. LOVE★GUN
  - 作詞：平野綾、作曲：黑須克彦、編曲：nishi-ken・黑須克彦
  - 文化放送广播『RADIOアニメロミックス（日语：RADIOアニメロミックス）』舊片頭曲
2. HERO
  - 作詞：平野綾、作曲・編曲：nishi-ken
  - 文化放送廣播新片頭曲
3. MonStAR
  - 作詞：meg rock、作曲：黑須克彦、編曲：nishi-ken
  - 埼玉電視台『アニたま（日语：アニたま）』片尾曲（2007年12月）
  - BS富士『もえがく★5（日语：もえがく★5）』片尾曲
  - GyaO MIDTOWN TV『キネマルネッサンス あ〜や城（日语：キネマルネッサンス あ〜や城）』主题曲
4. 明日的三稜鏡
  - 作詞：、作曲：前澤寛之、編曲：加藤大祐
5. Breakthrough（Album ver.）
  - 作詞：江幡育子、作曲：TARAWO、編曲：黑須克彦
  - 遊戲『ふぁいなりすと（日语：ふぁいなりすと）』片頭曲
6. 是冒險對吧對吧？
  - 作詞：畑亞貴、作曲：冨田暁子、編曲：藤田淳平（Elements Garden）
  - 電視動畫『凉宫春日的忧郁』片头曲
7. 曖昧Scream
  - 作詞：meg rock、作曲：黑須克彦、編曲：nishi-ken
  - GyaO MIDTOWN TV主题曲
8. 喜悅之歌
  - 作詞：、作曲・編曲：黑須克彦
  - 『明日的三稜鏡』B面曲
9. Maybe I can't good-bye.
  - 作詞：平野綾、作曲・編曲：黑須克彦
  - 『Unnamed world』B面曲
10. NEOPHILIA 
  - 作詞：平野綾・畑亞貴、作曲・編曲：齋藤真也
  - 埼玉電視台『アニたま（日语：アニたま）』片尾曲（2007年11月）
11. Harmonia vita
  - 作詞：畑亞貴、作曲・編曲：齋藤真也
  - NDS游戏主題曲
12. For You
  - 作詞：平野綾、作曲・編曲：黑須克彦
13. 星之碎片
  - 作詞：平野綾、作曲・編曲：齋藤真也
14. RIOT GIRL
  - 作詞：平野綾、作曲・編曲：nishi-ken
  - 東京電視台片尾曲